# Żylak iglasty
Żylak iglasty, woszczyneczka iglasta (Mycoacia aurea (Fr.) J. Erikss. & Ryvarden) – gatunek grzybów z rzędu żagwiowców (Polyporales).

## Systematyka i nazewnictwo
Pozycja w klasyfikacji według Index Fungorum: Mycoacia, Meruliaceae, Polyporales, Incertae sedis, Agaricomycetes, Agaricomycotina, Basidiomycota, Fungi.
Gatunek ten opisał w 1828 roku Elias Fries, nadając mu nazwę Hydnum aureum. Obecną, uznaną przez Index Fungorum nazwę nadali mu John Eriksson i Leif Ryvarden w 1976 r.
Ma 21 synonimów. Niektóre z nich:
- Hericium nodulosum (Fr.) Nikol. 1956
- Mycoacia stenodon (Pers.) Donk 1931
- Phlebia aurea (Fr.) Nakasone 1997
- Sarcodon stenodon (Pers.) Nikolajeva 1961
- Sarcodontia stenodon (Pers.) Nikol. 1961
- Steccherinum microcystidium (M.P. Christ.) M.P. Christ. 1960[2].

Władysław Wojewoda w 2003 r. zaproponował nazwę żylak iglasty dla synonimu Phlebia aurea. Nazwa ta jest niespójna z obecną nazwą naukową. Internetowy atlas grzybów podaje nazwę woszczyneczka iglasta. W. Wojewoda nazwę woszczyneczka nadał rodzajowi Ceriporiopsis.

## Morfologia
Owocnik rozpostarty, przyrośnięty, świeży gąbczasty, potem błoniasty. Grzyb hydnoidalny o hymenium z cylindrycznymi kolcami o długości 2–4 mm i stożkowatym lub postrzępionym wierzchołkiem. Powierzchnia o barwie od kremowej do żółtawej, brzeg mniej lub bardziej włóknisty.
System strzępkowy monomityczny, strzępki ze sprzążkami, cienkościenne, o szerokości 2–3 µm, w rdzeniu kolców równoległe i często wystające jako małe pęczki. Wśród podstawek cystydiole. Cystyd brak. Podstawki maczugowate, 12–15 × 4–5 µm, z czterema sterygmami i sprzążką bazalną. Bazydiospory nieco kiełbaskowate, 3,5–5 × 1,5–2 µm, gładkie, cienkościenne, szkliste.

## Występowanie i siedlisko
Stwierdzono występowanie Mycoacia aurea w Ameryce Północnej i Południowej, Europie, Azji, Afryce i na Nowej Zelandii. Najwięcej stanowisk podano w Europie. W 2003 r. W. Wojewoda przytoczył 5 stanowisk w Polsce. Bardziej aktualne stanowiska podaje także internetowy atlas grzybów. Znajduje się na Czerwonej liście roślin i grzybów Polski. Ma status E – gatunek wymierający, którego przeżycie jest mało prawdopodobne, jeśli nadal będą działać czynniki zagrożenia.
Nadrzewny grzyb saprotroficzny. W Polsce podano jego występowanie w lasach na martwym drewnie drzew liściastych (olsza, leszczyna, topola osika), w innych krajach Europy na jodle pospolitej, dębach i sośnie.